# Brassó (Hunyad megye)

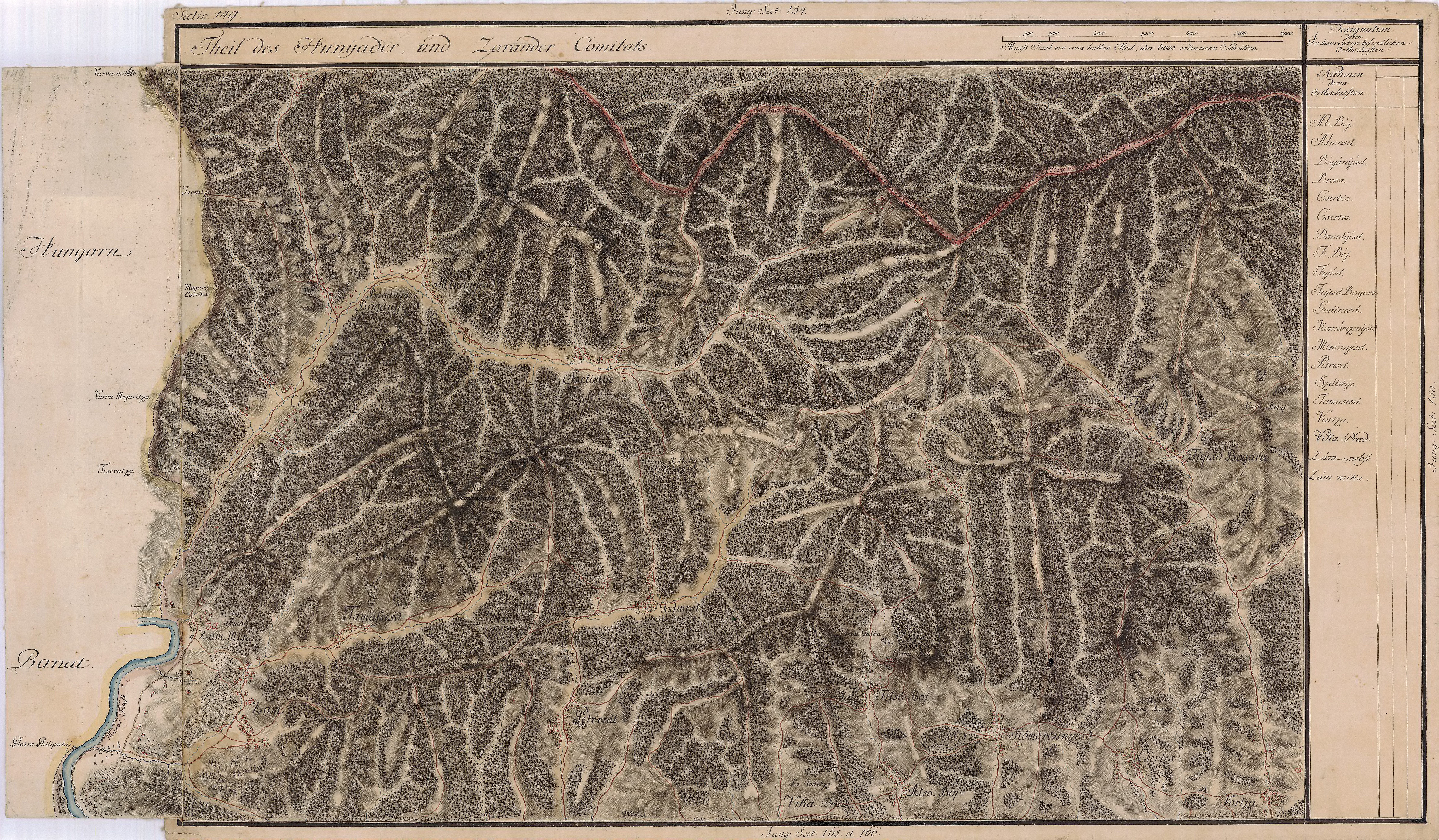

Brassó románul: Brășeu, település Romániában, Erdélyben, Hunyad megyében.

## Fekvése
Az Erdélyi-érchegység alatt, Almásszelistye és Felváca között, Brádtól délnyugatra fekvő település.

## Története
Brassó nevét 1733-ban említette először oklevél Brassó néven. 1750-ben Brasseu, 1808-ban Brassó, Braschen, Brassá, 1913-ban Brassó néven írták.
A trianoni békeszerződés előtt Hunyad vármegye Marosillyei járásához tartozott.
1910-ben 548 lakosából 545 román, 3 magyar volt. Ebből 545 görögkeleti ortodox volt.